# طلال القرقوری
طلال القرقوری (عربی: طلال القرقوري؛ زادهٔ ۸ ژوئیهٔ ۱۹۷۶) بازیکن فوتبال اهل مراکش بود.
از باشگاه‌هایی که در آن بازی کرده‌است می‌توان به باشگاه ورزشی ام صلال، باشگاه ورزشی القطر، باشگاه ورزشی الغرافه، باشگاه فوتبال پاری سن ژرمن، باشگاه فوتبال چارلتون اتلتیک، باشگاه فوتبال ساندرلند، باشگاه فوتبال الرجا، و باشگاه فوتبال آریس سالونیک اشاره کرد.
وی همچنین در تیم ملی فوتبال مراکش بازی کرده‌است.